# Zbraslavice
Zbraslavice – gmina w Czechach, w powiecie Kutná Hora, w kraju środkowoczeskim. Według danych z dnia 1 stycznia 2013 liczyła 1 422 mieszkańców.